# OV7
OV7 ist eine mexikanische Popgruppe, die unter diesem Namen seit 2000 besteht.

## Werdegang
1989 gründete sich eine Musikband mit dem Namen La Onda Vaselina. Die Band bestand aus ca. zehn Kindern, die singend und tanzend spanische Versionen bekannter Pophits vorführten. Mit sieben Alben erreichte die Gruppe hohe Bekanntheit in Mexiko. Mit zunehmendem Alter der Mitglieder wurde das Konzept in eine „erwachsenere“ Popgruppe geändert. Die Popsongs der Band OV7 erreichten die Charts in Mexiko, USA und Spanien. 2003 wurde die Gruppe aufgelöst, aber 2010 neugegründet.

## Mitglieder
- Mariana Ochoa: 1989–2003, seit 2010
- Ari Borovoy: 1989–2003, seit 2010
- Lidia Ávila: 1991–2003, seit 2010
- Érika Zaba: 1989–2003, seit 2010
- Oscar Schwebel: 1989–2003, seit 2010

## Diskografie

### Alben
| Jahr | Titel                            | Höchstplatzierung, Gesamtwochen, AuszeichnungChartplatzierungen (Jahr, Titel, Platzierungen, Wochen, Auszeichnungen, Anmerkungen) | Höchstplatzierung, Gesamtwochen, AuszeichnungChartplatzierungen (Jahr, Titel, Platzierungen, Wochen, Auszeichnungen, Anmerkungen) | Anmerkungen                                     |
| Jahr | Titel                            | Latin | MX | Anmerkungen                                     |
| ---- | -------------------------------- | --- | --- | ----------------------------------------------- |
| 1997 | Entrega Total                    | Latin22 (14 Wo.)Latin | — | Erstveröffentlichung: 15. Mai 1997              |
| 2010 | Primera Fila                     | — | MX1 ×3Dreifachgold · (38 Wo.)MX                                                                                                   | Erstveröffentlichung: 28. September 2010        |
| 2011 | Desde El Palacio De Los Deportes | — | MX1 Gold · (11 Wo.)MX | Erstveröffentlichung: 18. Oktober 2011          |
| 2015 | En Vivo                          | — | MX1 ×2Doppelplatin · (67 Wo.)MX                                                                                                   | Erstveröffentlichung: 21. August 2015 mit Kabah |

grau schraffiert: keine Chartdaten aus diesem Jahr verfügbar
Weitere Alben
- 2000: CD 00 (US: ×2Doppelplatin (Latin) , MX: ×4Vierfachplatin )
- 2001: En Directo RUSH (MX: Gold)
- 2001: Siete Latidos (MX: Platin)
- 2003: Punto
- 2012: Forever 7 (MX: Gold)

### Singles
| Jahr | Titel Album                          | Höchstplatzierung, Gesamtwochen, AuszeichnungChartsChartplatzierungen (Jahr, Titel, Album, Platzierungen, Wochen, Auszeichnungen, Anmerkungen) | Anmerkungen |
| Jahr | Titel Album                          | Latin | Anmerkungen |
| ---- | ------------------------------------ | --- | ----------- |
| 1998 | Te Quiero Tanto, Tanto Entrega Total | Latin1 (20 Wo.)Latin |             |

## Auszeichnungen für Musikverkäufe
| Goldene Schallplatte - Mexiko - 2011: für die Single Prohibido quererme - 2014: für die Single Confieso |

Anmerkung: Auszeichnungen in Ländern aus den Charttabellen bzw. Chartboxen sind in ebendiesen zu finden.
| Land/RegionAuszeichnungen für Musikverkäufe (Land/Region, Auszeichnungen, Verkäufe, Quellen) | Gold     | Platin       | Verkäufe  | Quellen         |
| -------------------------------------------------------------------------------------------- | -------- | ------------ | --------- | --------------- |
| Mexiko (AMPROFON)                                                                            | 6× Gold6 | 8× Platin8   | 1.155.000 | amprofon.com.mx |
| Vereinigte Staaten (RIAA)                                                                    | —        | 2× Platin2   | 120.000   | riaa.com        |
| Insgesamt                                                                                    | 6× Gold6 | 10× Platin10 |           |                 |